# Конфуцианство
Конфуцианството (китайски: 儒家) е етична и философска система, развита на базата на поученията на китайския философ Конфуций (Kǒng Fūzǐ или K'ung-fu-tzu, букв. „Учителят Кун“, 551 – 479 пр.н.е.). От религиозна гледна точка то има пантеон от богове, към които е причислен и Кундзъ (Конфуций). Практикува се жертвопринасянето. Значително място заема култът към прадедите и вярата в духове.
Конфуцианството става официална религия при император Хан Уди, когато Дун Джуншу предложил да се ликвидират другите учения и да направят всеобщ обект на почитане конфуцианството. Дун Джуншу съединил конфуцианското учение с учението за космическите сили Ин и Ян (дуаизъм) и петте първи елемента У-син.
Конфуцианството (жу дзя – школата на книжниците), също като и даоизма, се е зародило в Китай през VI - V век пр.н.е. Влиза в състава на Сан дзяо - една от трите главни религии в Китай. Философската система на конфуцианството е била създадена от Кундзъ (Конфуций).
Предшественици на конфуцианците са произлизали от потомствени чиновнически семейства, които в случай на загубване на официалната длъжност са ставали скитащи учители. Тези хора заработвали хляба си с преподаването на древните книги, станали впоследствие част от Тринадесетокнижието: Шадзин, Шудзин, Лидзи, а също и загубената по-късно Юедзин (Книга за музиката)
Централно място в учението на Конфуций заема концепцията Жен (човечността) – идеалните отношения между хората в семейството, в обществото и в държавата. Основен принцип на тази концепция е „Това, което не желаеш да правят на теб, не го прави на другите“.
Особено място при Конфуций е заемала концепцията Сяо – синовната почтителност, уважаване на родителите и на по-възрастните въобще. Сяо е било смятано за основата на Жен и другите добродетели са най-ефективния метод за управление на страната.
Голямо значение се е придавало на Юе – музиката, като най-доброто средство за променяне на лошите нрави и обичаи, а също Ли - етикета – правилата за благопристойност, регулиращи поведението на човека в различните жизнени ситуации.
Една от основите на конфуцианството е учението джън мин (изправяне на имената), което изисквало от всеки човек твърдо да помни своето място в обществото.
Конфуцианството е получило признание едва след смъртта на Конфуций.
След смъртта на Конфуций конфуцианството се разпаднало на следните школи:
- Мъндзъ
- Сюндзъ

## История на конфуцианството
Историята на конфуцианството е неделимо свързана с историята на Китай. За няколко столетия учението било системообразуващо за китайската система за управление на държавата и обществото. В своите късни модификации, известна с името неоконфуцианство, окончателно се е сформирала традиционната китайска култура. В периода до съприкосновението си със западните държави и цивилизации, Китай бил страна, в която господствала конфуцианската идеология.
Китайското обозначение на конфуцианството не съдържа препратки към името на неговия създател. В превод от опростен китайски(儒, 儒家) или пинин (rú, rújiā} учението се нарича „Школа за образоване на хората“. В резултат на това, традицията никога не е прокарвала определена идеологическа система към теоретическото наследство на един-единствен мислител. Така конфуцианството представлява особена съвкупност на учения и доктрини, които изначално се развиват от древни митологии и идеологии. Древното конфуцианство се превърнало във въплъщение и завършек на целия духовен опит на отминалите цивилизации. Въпреки това, развитието на конфуцианството като независима идеологическа система и съответното учение е свързано с дейността на един конкретен човек, който е известен извън Китай под името Конфуций. Това име възниква в края на 16 век в трудове на европейски мисионери, които изписват на латински името (на латински: Confucius) като се опитват да пресъздадат съчетанието Кун Фу-дзъ (на китайски 孔夫子, Kǒngfūzǐ, използва се още като 孔子, Kǒngzǐ). В превод от китайски името означава „Учител от рода Кун“. Истинското му име - Циу 丘 (Qiū), означава „хълм“, а второто му име — Джун-ни (仲尼Zhòngní), означава „втори от глината“. В древните източници името е дадено като указание за мястото му на раждане: в една пещера в дълбините на свещения хълм от глина, където родителите му се поклоненили. Конфуций е роден през 551 г. пр.н.е. близо до днешния град Цюйфу в провинция Шандун.
След смъртта на Конфуций неговите многобройни ученици и последователи формират набор от насоки, които през 3 век пр.н.е. вероятно вече били около десетина. За негови духовни последователи се приемат и двамата мислители Мъндзъ (孟子) и Сюндзъ (荀子). Конфуцианството се превърнало в авторитетна политическа и идейна сила. То трябвало да удържи на конкуренцията на други авторитетни политико-философски школи в Древен Китай - моизъм (墨家, mòjiā) и легизъм (法家, fǎjiā). Учението на последното от тях дори се превърнало в официална идеология на първата китайска империя Цин (221 — 206 г. пр.н.е.). Стигнало се дотам, че император Цин Шъхуан (управлявал в периода 246 – 210 г. пр.н.е.) през 213 г. пр.н.е. извършил жестоки репресии против конфуцианците. Значителна част от учените бива отстранена от политическия и интелектуален живот на империята, а 460 опозиционни дейци са погребани живи. Унищожени били и конфуциански книги, а тези, които достигнали до наши дни представляват възстановки по устни предания създадени през 2 век пр.н.е. до новата ера. Този период на развитие на конфуцианството се нарича ранно конфуцианство.
Устояло на жестоката конкурентна борба при следващата династия Хан (206 г. пр.н.е. — 220 г.) конфуцианството се превръща в официална идеология на империята. През този период възникват и качествени изменения в развитието на конфуцианството като учението се разделило на ортодоксално (古文經學) и неортодоксално (今文經學). Представителите на първото течение потвърждават неприкосновеността на Конфуций и учениците му, както и абсолютната стойност на техните идеи и неизменността на заветите им. Отричат всякакви опити да се преразгледа наследство на Учителя. Представителите на втората тенденция са оглавявани Дун Джуншу (179 – 104 г. пр.н.е.), който често е наричан и с прозвището „Конфуций от Хан“. Неортодоксалните конфуцианци настояват за творчески подход към древните учения. Дун Джуншу създава последователна доктрина, която обхваща всички прояви на природата и обществото, и ги дефинира с помощта на теорията за обществен и държавен строй, която е основана от Конфуций и Мъндзъ.
В периода на управлението на Хан конфуцианството определяло цялата съвременна политико-културна ситуация в Китай. През 125 г. е учредена Държавната академия (太學 или 國學), обединяваща функциите на централен хуманитарен теоретически център и учебно заведение. Така се появила знаменитата система за изпитване къдзю, според резултатите на която се определяла степента „придворен ерудит“ (博士 bóshì).
Окончателно конфуцианството се превръща в официална идеология в империята сравнително на по-късен етап при император Минди (明帝 Míngdì) управлявал в периода 58 – 78 г. В резултат на това се постига унификация на древните текстове влизащи в списъка на каноничните книги, които са използвани в системата на изпитите и установяването на култа на Конфуций и оформлението на съответните церемонии. Първият храм на Конфуций е построен през VI век, а най-почитаният от тях е изграден през 1017 г. в родното място на Учителя. Тя включва копие на семейното жилище на рода Кун, на известния хълм и култов ансамбъл. Каноничното изображение на Конфуций обаче, което представлява брадат възрастен старец се формира на по-късен етап.
В периода на укрепване на имперската държавност при династията Тан (唐, 618 – 907 г.) в Китай е съпроводена с промени и в областта на културата. По-голямо влияние започва да оказва новата будистка религия (佛教 fójiào). Тя се превръща във все по-важен фактор в политическия и икономически живот. Това от своя страна изисква и съществена модификация на конфуцианското учение. Инициатор на целия този процес се явява Хан Ю (韓愈 Hán Yù, 768 — 824 г.). Той и учениците му създават поредното обновление и преобразуване на конфуцианството, което в европейската литература се нарича неоконфуцианство. Според китайския мислител Моу Дзунсан разликите между конфуцианство и неоконфуцианство са такива както между юдаизъм и християнство.